# Дженіва (Нью-Йорк)
Женіва або  Дженіва(англ. Geneva) — місто (англ. city) в США, в округах Онтаріо і Сенека штату Нью-Йорк. Населення — 12 812 особи (2020).
Тут знаходиться сільськогосподарська експериментальна станція Корнелльського університету.

## Географія
Женіва розташована за координатами 42°51′47″ пн. ш. 76°58′58″ зх. д. / 42.86306° пн. ш. 76.98278° зх. д. (42.863092, -76.982752).  За даними Бюро перепису населення США в 2010 році місто мало площу 15,13 км², з яких 10,90 км² — суходіл та 4,23 км² — водойми.
Частина в окрузі Онтаріо становить 4,2 квадратних миль а, розташована в окрузі Сенека становить 1,64 квадратних миль і не є заселеною.

## Демографія
Згідно з переписом 2010 року, у місті мешкала 13 261 особа в 4936 домогосподарствах у складі 2751 родини. Густота населення становила 876 осіб/км².  Було 5486 помешкань (363/км²).
Расовий склад населення:
| - 77,3 % — білих - 10,5 % — чорних або афроамериканців - 1,7 % — азіатів - 0,3 % — корінних американців - 5,5 % — осіб інших рас |

До двох чи більше рас належало 4,7 %. Частка іспаномовних становила 13,2 % від усіх жителів.
За віковим діапазоном населення розподілялося таким чином: 20,4 % — особи молодші 18 років, 65,6 % — особи у віці 18—64 років, 14,0 % — особи у віці 65 років та старші. Медіана віку мешканця становила 31,7 року. На 100 осіб жіночої статі у місті припадало 87,8 чоловіків;  на 100 жінок у віці від 18 років та старших — 84,4 чоловіків також старших 18 років.
Середній дохід на одне домашнє господарство  становив 53 023 долари США (медіана — 40 000), а середній дохід на одну сім'ю — 67 365 доларів (медіана — 55 025). Медіана доходів становила 41 855 доларів для чоловіків та 36 066 доларів для жінок. За межею бідності перебувало 24,1 % осіб, у тому числі 33,3 % дітей у віці до 18 років та 11,7 % осіб у віці 65 років та старших.
Цивільне працевлаштоване населення становило 6157 осіб. Основні галузі зайнятості: освіта, охорона здоров'я та соціальна допомога — 40,0 %, мистецтво, розваги та відпочинок — 14,6 %, роздрібна торгівля — 13,3 %.